# Грибниця

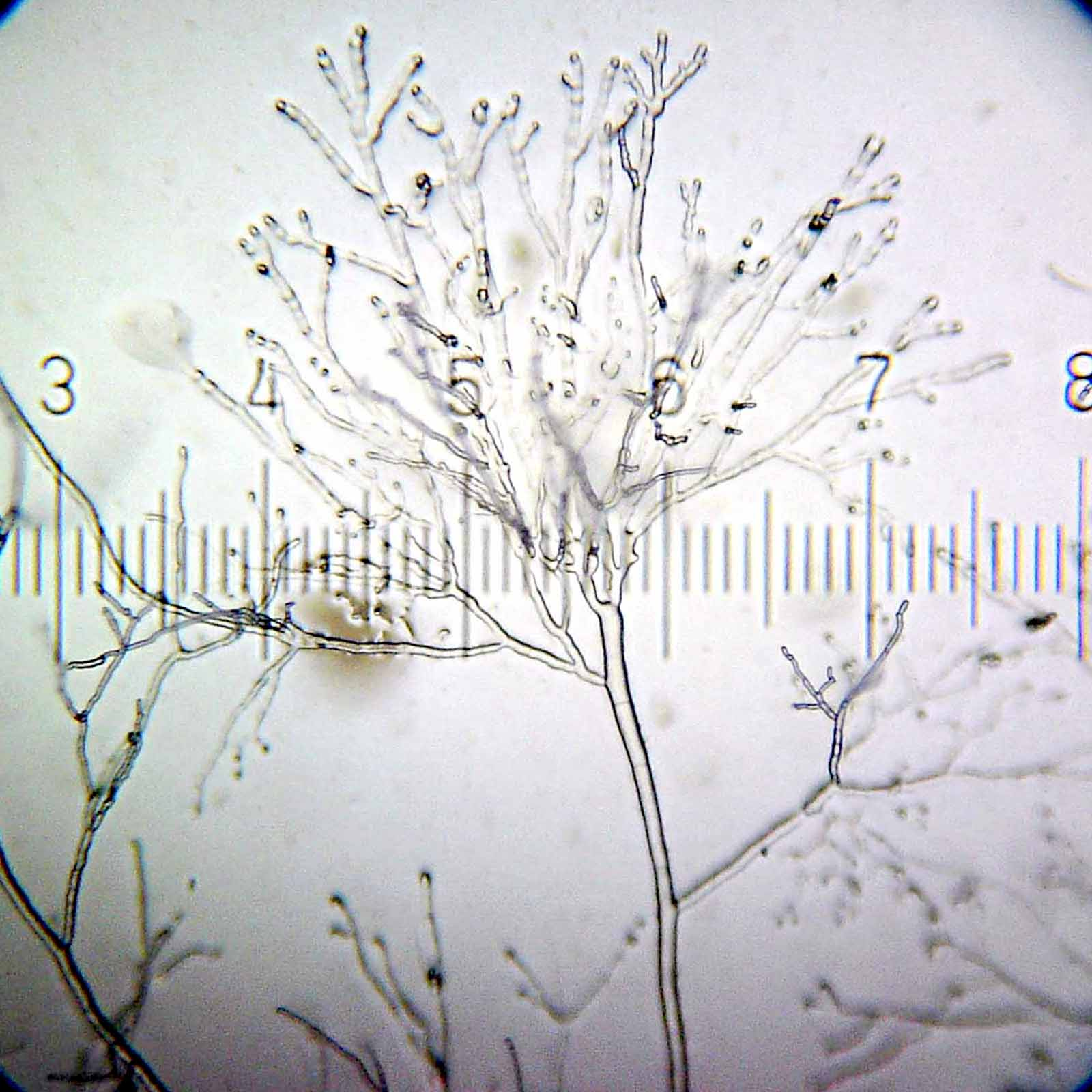
Мікрофотографія міцелію.

Грибниця (також міцелій) — вегетативне тіло справжніх грибів, складається з тонких розгалужених гіфів. Воно забезпечує надійне прикріплення гриба до субстрату, його живлення та подальше розмноження. Саме з міцелію й починає рости гриб. 
Найчастіше міцелій виглядає як пухнастий наліт, що зовні нагадує вату або пух, може мати вигляд світлої плівки чи переплетених між собою ниток, які нагадують дрібну сіточку.
Розгалуджені нитчасті утворення міцелію надзвичайно тоненькі (від 1,5-10 мікрон завтовшки), вони мають світле забарвлення.
Вони називаються гіфами. На гіфах знаходиться тонка мережа мініатюрних бічних відгалужень, відомих як гаусторії. З їхньою допомогою гриб легко проникає в субстрат чи внутрішні тканини рослин, здобуваючи там поживні речовини й воду.
Тонкі, розгалужені пучки гіф або ризоїди схожі на кореневу систему рослин, допомагають грибу надійно утримуватись на грунті чи основі.
Розташовані поруч одне з одним й багаті на поживні речовини гіфи можуть формувати дуже щільні, галузисті, ниткоподібні скупчення округлої чи довгастої форми - склероції, які мають чорне забарвлення й виконують функцію захисних капсул. З настанням тепла склероції проростають, вивільнюючи спороутворюючі органи. У сприятливих умовах з них утворюються плодові тіла або міцелій з нерухомими спорами (конідіями).
З паралельно розташованих і однорідних гіфів утворюються шнури й жгутики, які мають будову розрослої галузистої мережі з тонких ниток. Для розмноження гриби використовують спеціальні клітини - спори.
Розвивається зазвичай всередині субстрату, рідше — на його поверхні. Міцелій може бути неклітинним (у фікоміцетів) або багатоклітинним. Ядра клітин міцелію можуть бути гаплоїдними або диплоїдними (лише у базидіальних грибів). Частинами міцелію відбувається вегетативне розмноження грибів.

## Типи міцелій
- занурений або субстратний (якщо грибниця повністю занурена у грунт чи поживний субстрат)
- повітряний або поверхневий (коли міцелій лиш частково торкається поживного середовища)[1].

## Будова міцелій
За внутрішньою будовою міцелій поділяється:
- одноклітинний - гіфи позбавлені будь-яких внутрішніх міжклітинних перегородок; він є однією величезною клітиною, всередині якої знаходиться значна кількість ядер; такий міцелій утворюють нижчі гриби.
- багатоклітинний - властиві міжклітинні перегородки, в кожній клітині міцелію може знаходитись одне або декілька ядер: такий міцелій формують вищі гриби.

## Будова грибів
- шапинкові (найрозповсюдженіша група, яка своєю чергою поділяється на трубчасті та пластинчасті гриби);
- цвілеві — це здебільшого мікроскопічні організми, які утворюють нальот — плісняву[2];
- дріжджові — велика група мікроскопічних грибів, у яких міцелій спрощений і легко розпадається на окремі клітини (клас Аскоміцети).